# Arquitectura espacial

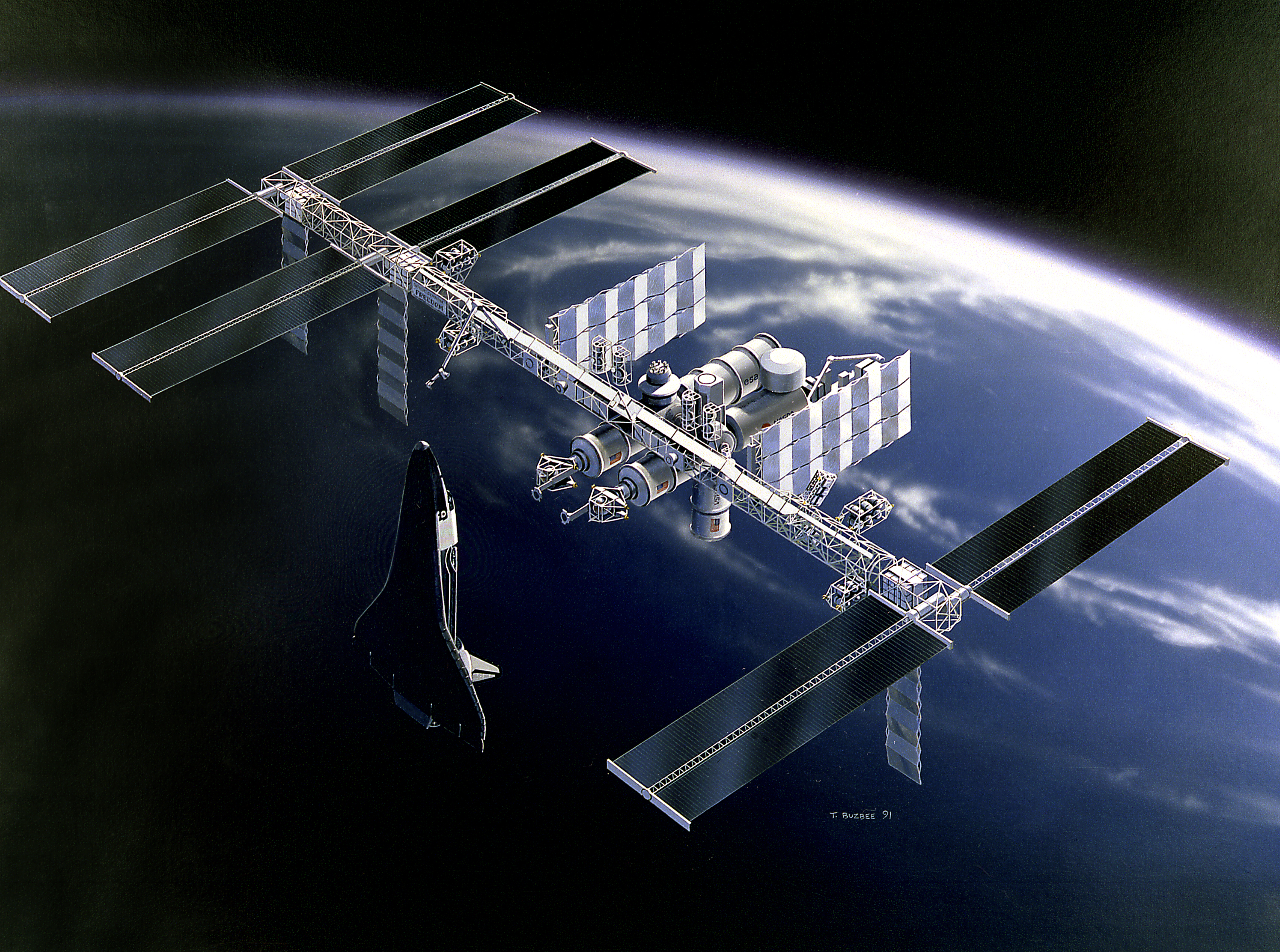
Imagen conceptual del Space Station Freedom (Estación Espacial Libertad) que eventualmente derivó en la Estación Espacial Internacional

Arquitectura espacial es la teoría y práctica de diseñar y construir ambientes habitables en el espacio exterior. El enfoque arquitectónico del diseño de naves espaciales, basado principalmente en la ingeniería aeroespacial, involucra también diversas disciplinas que incluyen la psicología, fisiología y sociología, así como múltiples áreas técnicas. Como en la Tierra, la arquitectura espacial busca ir más allá de los componentes y sistemas a través de un amplio conocimiento de los temas que afectan el éxito de su diseño. Amplio trabajo ha sido enfocado a diseños conceptuales para estaciones orbitales, naves de exploración a la Luna, Marte y bases de superficie para las agencias espaciales, incluida la NASA.
La práctica de involucrar a la arquitectura en los programas espaciales creció durante la carrera espacial. Surge de la necesidad por extender la duración de las misiones y conlleva las necesidades mínimas de los astronautas para vivir cómodamente. 
El Sasakawa International Center for Space Architecture SICSA (Centro Internacional Sasakawa para Arquitectura Espacial) es una organización dentro de la Universidad de Houston que ofrece una maestría en arquitectura espacial. En Europa, la Universidad Internacional del Espacio realiza amplias investigaciones sobre arquitectura.